# Couronnement de Bokassa Ier
Pour les articles homonymes, voir Bokassa.
Le couronnement de Bokassa Ier comme empereur de Centrafrique se déroule le 4 décembre 1977 à Bangui, capitale de l'Empire centrafricain. Il s'agit du seul couronnement de l'histoire de l'Empire, éphémère monarchie autocratique proclamée en 1976 par Jean-Bedel Bokassa, dictateur militaire et président à vie de la République centrafricaine.
Le couronnement, qui copie le sacre de Napoléon Ier comme empereur des Français en 1804, et les événements connexes sont célébrés dans le luxe et le faste. Malgré le soutien matériel substantiel de la France, les dépenses s'élèvent à plus de 20 millions de dollars et causent de graves dommages à l'État centrafricain, suscitant un énorme tollé en Afrique et dans le reste du monde. Après le couronnement, Bokassa reste moins de deux ans au pouvoir. Deux opérations militaires, menées en septembre 1979, provoquent le renversement de la monarchie, et le pays redevient une république.

## Contexte

### Soutien de la France au projet de Bokassa

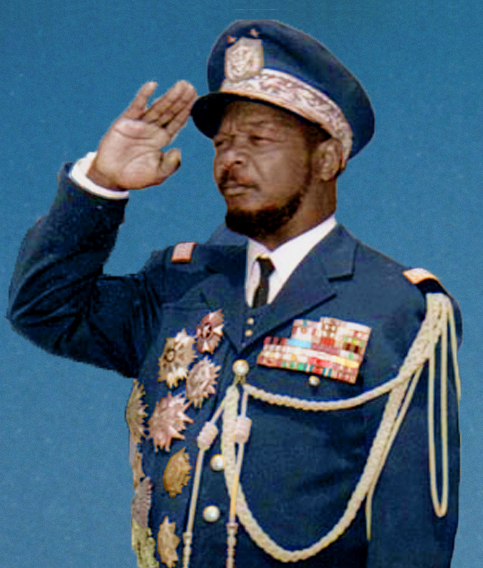
Jean-Bedel Bokassa en 1970.

Au printemps 1976, lors d'une visite du président Valéry Giscard d'Estaing en République centrafricaine, Jean-Bedel Bokassa lui fait part de son projet de proclamer l'Empire centrafricain et de célébrer l'événement. Selon lui, l'instauration d'une monarchie aiderait la Centrafrique à améliorer sa position vis-à-vis du reste du continent africain et à accroître son autorité sur la scène internationale.
Valéry Giscard d'Estaing lui suggère d'organiser une cérémonie de couronnement modeste, dans le style traditionnel africain, en évitant les dépenses élevées, car la République centrafricaine est l'un des pays les plus pauvres d'Afrique, et une cérémonie opulente pourrait avoir des conséquences économiques et sociales négatives.
Bokassa s'obstine néanmoins à demander à Valéry Giscard d'Estaing l'aide de la France pour organiser l'événement. Le président français est contraint d'accepter pour plusieurs raisons : d'une part, son refus pourrait compromettre la poursuite du rôle rentable de la France dans l'industrie minière du pays — principalement l'uranium et les diamants — et d'autre part, la France souhaite maintenir son influence dans le pays, qui, avec le Gabon et le Zaïre, fait partie du triangle sur lequel repose la politique française dans la région. L'inquiétude de la France s'accroît après que Bokassa a tenté de se rapprocher du dirigeant libyen Mouammar Kadhafi, qui avait des relations tendues avec la France et le Tchad pro-français en raison d'un différend territorial. Cela oblige Giscard à promettre une aide matérielle au président centrafricain en échange de la rupture des liens avec Kadhafi.

### Proclamation de l'Empire centrafricain
Le 4 décembre 1976, lors d'un congrès extraordinaire du Mouvement d'évolution sociale de l'Afrique noire (MESAN), Bokassa annonce le changement de nom de la République centrafricaine en Empire centrafricain et se proclame empereur. Lors du congrès, une Constitution préétablie est adoptée, selon laquelle l'empereur est le chef du pouvoir exécutif, et la monarchie est déclarée héréditaire, transmise en ligne masculine au cas où l'empereur lui-même ne désignerait pas un successeur. Son titre complet est « Empereur de Centrafrique par la volonté du peuple centrafricain, uni au sein du parti politique national, le MESAN ». Peu après la proclamation de l'empire, Bokassa, qui avait adopté l'islam et changé son nom en Salah Eddine Ahmed Bokassa après une visite à Kadhafi en septembre 1976, se reconvertit au catholicisme.
Le premier dirigeant étranger à féliciter Bokassa pour son accession au titre impérial est Valéry Giscard d'Estaing, qui entretient par ailleurs depuis plusieurs années des relations amicales avec Bokassa. Le chef de l'État centrafricain appelle ainsi le président français « cher parent et ami ». En outre, Giscard s'est rendu plusieurs fois en République centrafricaine pour chasser dans les domaines privés de Bokassa, d'où lui et ses frères ont rapporté des défenses d'éléphant, des têtes de lions montées et des diamants qui leur ont été offerts par Bokassa lui-même. Le futur dictateur de la République centrafricaine connaissait également le premier président de la Cinquième République française, le général de Gaulle, qu'il vénérait et appelait « papa ».

## Préparatifs

### Aménagement de la capitale

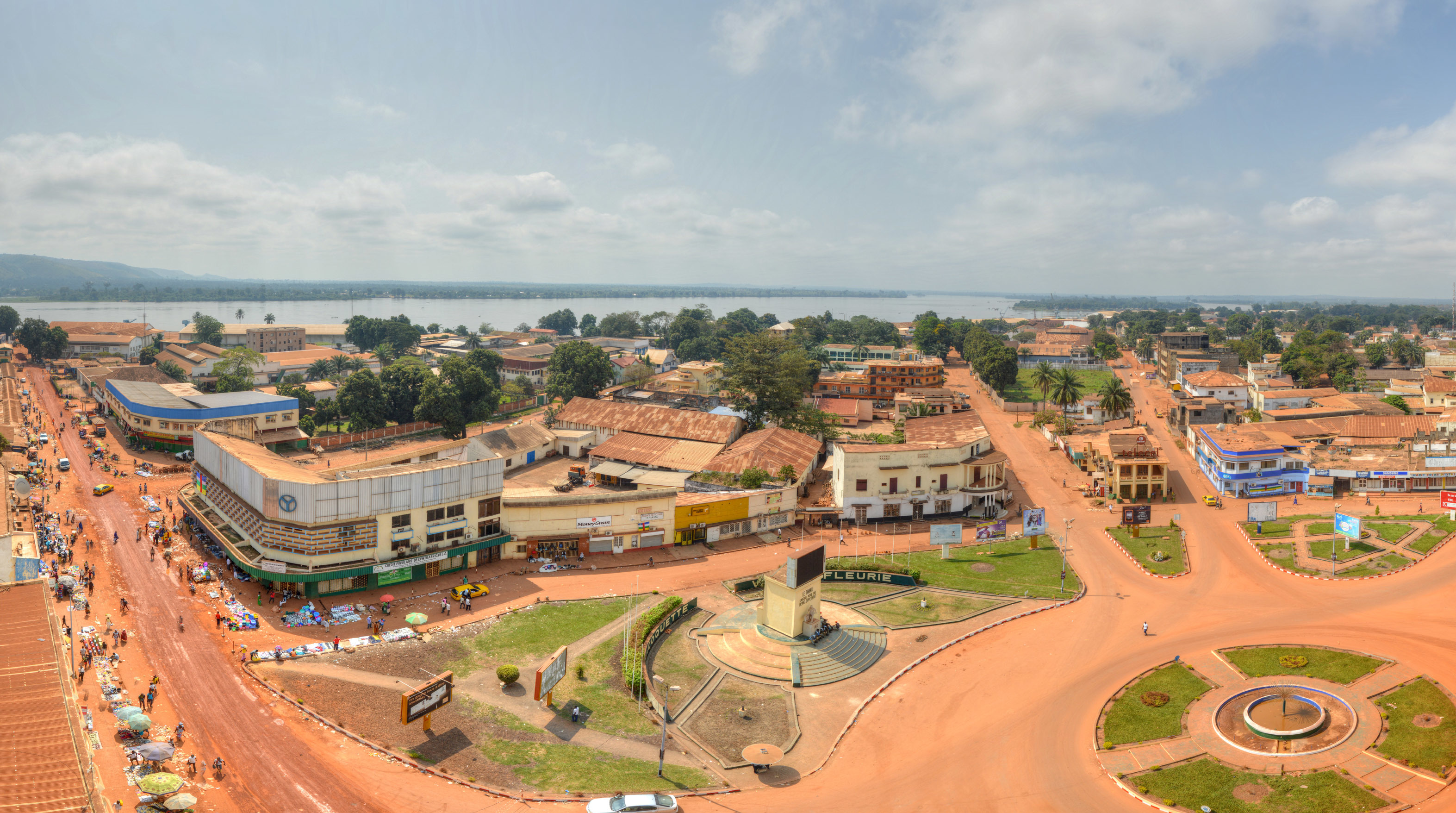
Le centre de Bangui en 2014.

Bokassa prévoit de procéder à son couronnement le 4 décembre 1977, un an jour pour jour après la proclamation de l'Empire centrafricain, à l'instar de Napoléon Ier, sacré empereur des Français le 2 décembre 1804 à Notre-Dame de Paris, qu'il considère comme son modèle.
Pour préparer le couronnement, plusieurs comités spéciaux sont formés, chacun d'entre eux étant responsable d'un domaine spécifique des festivités. Ainsi, le comité responsable de l'hébergement est chargé de trouver des locaux adaptés pour 2 500 invités étrangers. À cette fin, après avoir reçu l'autorisation de Bokassa, les membres du comité réquisitionnent des appartements, des maisons et des hôtels auprès des habitants de Bangui pour les célébrations, et rénovent les chambres destinées aux invités. Un autre comité a pour mission de changer complètement l'aspect de la capitale, et notamment les espaces qui seront utilisés lors du couronnement. Il supervise ainsi le nettoyage des rues, la remise en peinture des bâtiments, ainsi que le déplacement des mendiants et vagabonds en dehors du centre de Bangui.

### Construction du trône et décoration du carrosse
De nombreux objets utilisés lors du couronnement sont réalisés par des maîtres français. Dès novembre 1976, le représentant de l'ambassade de Centrafrique en France informe confidentiellement le sculpteur Olivier Brice que le président Bokassa souhaite l'associer aux travaux de décoration de la cathédrale Notre-Dame de Bangui. En outre, Olivier Brice est chargé d'élaborer le trône et le carrosse impériaux.
Le trône, fait de bronze doré, est conçu comme un aigle assis aux ailes déployées. Il mesure 3,5 mètres sur 4,5 mètres et pèse environ deux tonnes. Pour sa fabrication, Olivier Brice construit un atelier spécial près de sa maison à Gisors en Normandie, où il emploie environ 300 ouvriers. Le siège du trône en velours rouge, qui occupe la cavité dans le ventre de l'aigle doré, est fabriqué par le drapier local Michel Cousin. Au total, le coût du trône s'élève à environ 2 500 000 dollars. Le carrosse est acquis en France, auprès de Debut de Rozeville, un artisan spécialisé dans la fourniture d'articles aux sociétés de production cinématographiques ; il a été utilisé dans le film Caroline chérie. Il est peint en vert sombre, décoré de motifs dorés : aigles, couronnes, initiales B, feuilles de laurier, et le sculpteur Olivier Brice fixe sur son toit cinq aigles dorés. Huit chevaux blancs, qui doivent être attelés au carrosse, sont achetés en Belgique. En outre, plusieurs dizaines de chevaux gris normands sont acquis pour l'escorte de l'empereur, dont les membres passent tout l'été 1977 à Lisieux pour suivre des cours d'équitation spéciaux.

### Fabrication des attributs impériaux
La couronne impériale est réalisée par la maison de joaillerie française Arthus Bertrand. Il s'agit d'une couronne fermée, à bordure d'hermine, comportant un bandeau constellé de diamants et de pierres de couleur plus grosses. Au milieu du bandeau est un diamant de 80 carats  bleu pâle sur lequel s'élève un aigle aux ailes déployées. De cet aigle et de feuilles fixées sur le bandeau partent huit branches couvertes de diamants, qui se rejoignent au sommet pour soutenir un globe, symbole de la Terre, sur lequel l'Afrique figure en léger relief. À l'intérieur est une coiffe en velours rouge foncé. La couronne est estimée à 2 500 000 dollars. Une autre couronne, ornée de pierres précieuses et d'un diamant de 25 carats, est destinée à l'impératrice. Le sceptre impérial en or, orné de diamants, porte les armoiries et la devise de l'empire et, à son sommet, une couronne surmontée d'un aigle aux ailes déployées dans un soleil rayonnant constellé de diamants. En outre, une épée et plusieurs bijoux sont fabriqués pour le couronnement. Le tout, y compris les couronnes, est estimé à environ cinq millions de dollars américains.
Les costumes impériaux sont fabriqués en France par la maison de couture Michel Tellin, appartenant à Olivier Brice. La tenue impériale comporte : « Une aube brodée de perles blanches et de perles or. Dans le bas de l'aube est brodé un aigle dans le soleil, le tour de l'aube est rebrodé de feuilles de laurier et d'étoiles. Ceinture aux couleurs de l'Empire centrafricain, rebrodée de perles. » Les chaussures sont également brodées de perles. Le manteau de plusieurs mètres en velours cramoisi est orné d'emblèmes dorés en forme d'aigles et bordé de fourrure d'hermine. L'ensemble coûte 145 000 dollars au Trésor centrafricain. La robe confectionnée par Lanvin pour l'impératrice Catherine, ornée de 935 000 paillettes métalliques, coûte 72 400 dollars. Outre la robe, un manteau est confectionné pour l'impératrice, semblable à celui de l'empereur, mais de taille plus modeste.
Bokassa commande une grosse bague en diamant à l'entrepreneur américain Albert Jolis (en), qui accepte la commande bien que ne disposant pas des fonds nécessaires pour acheter une pierre assez grosse. Albert Jolis s'arrange pour traiter un diamant noir de faible qualité, ressemblant aux contours de l'Afrique sur la carte, et l'insérer dans une grande bague. L'emplacement qui, sur le diamant noir, correspond approximativement à la position de l'Empire centrafricain en Afrique est décoré d'un diamant incolore. L'objet plut à Bokassa, qui estima que ce diamant dont la valeur était de 500 dollars américains, valait plus de 500 000 dollars. Après son renversement, Bokassa emporta avec lui en exil ce « diamant unique ». L'apprenant, Albert Jolis aurait dit : « C'est un diamant inestimable, tant qu'il n'essaie pas de le vendre. »

### Préparatifs divers
Les entreprises textiles de l'Empire s'attèlent à confectionner des centaines de costumes de cérémonie pour les habitants de Bangui. Les autorités imposent un code vestimentaire : les enfants doivent porter des vêtements blancs, les fonctionnaires de niveau intermédiaire des vêtements bleu foncé et les hauts fonctionnaires et ministres des vêtements noirs. Pendant les préparatifs de l'événement, Bokassa cherche à établir des contacts avec des artistes étrangers et à les inviter à Bangui. L'artiste ouest-allemand Hans Linus Murnau réalise deux grands portraits de l'empereur. Sur l'un, Bokassa est représenté tête nue, et sur l'autre, il porte une couronne. Ce dernier portrait est ensuite utilisé pour un timbre commémoratif. En outre, une Marche impériale et une Valse impériale sont écrites en France, de même que l'ode du couronnement, qui se compose de 20 quatrains.
Plus de 240 tonnes de nourriture et de boissons devant être servies lors du banquet de couronnement sont acheminées en Centrafrique par des avions en provenance d'Europe. Une cave de Bangui reçoit jusqu'à 40 000 bouteilles, dont la production des domaines Château Lafite Rothschild et Château Mouton Rothschild, récolte 1971. Chaque bouteille est estimée à environ 25 dollars américains. Outre le vin, Bokassa commande 24 000 bouteilles de champagne Moët & Chandon et son whisky écossais préféré, le Chivas Regal, ainsi que 10 000 pièces d'argenterie.
Enfin, pour que les dignitaires étrangers soient convenablement reçus à Bangui, Bokassa ordonne l'achat de soixante voitures Mercedes-Benz neuves. Le pays étant enclavé, les véhicules sont d'abord transportés dans un port au Cameroun, puis livrés par avion à Bangui, pour un coût de 300 000 dollars.
Lorsque tout ce qui a été conçu pour la cérémonie de couronnement est enfin livré à Bangui, le montant total, comprenant à la fois les acquisitions à l'étranger et les coûts intérieurs, s'élève à environ 22 000 000 dollars. Pour l'économie d'un État appauvri tel que l'Empire centrafricain, ce montant extrêmement élevé équivaut à un quart du budget annuel du pays. La plupart des dépenses sont payées par la France, en échange de la rupture promise avec la Libye. L'Empire centrafricain doit pourtant payer une somme importante.

## Invitations

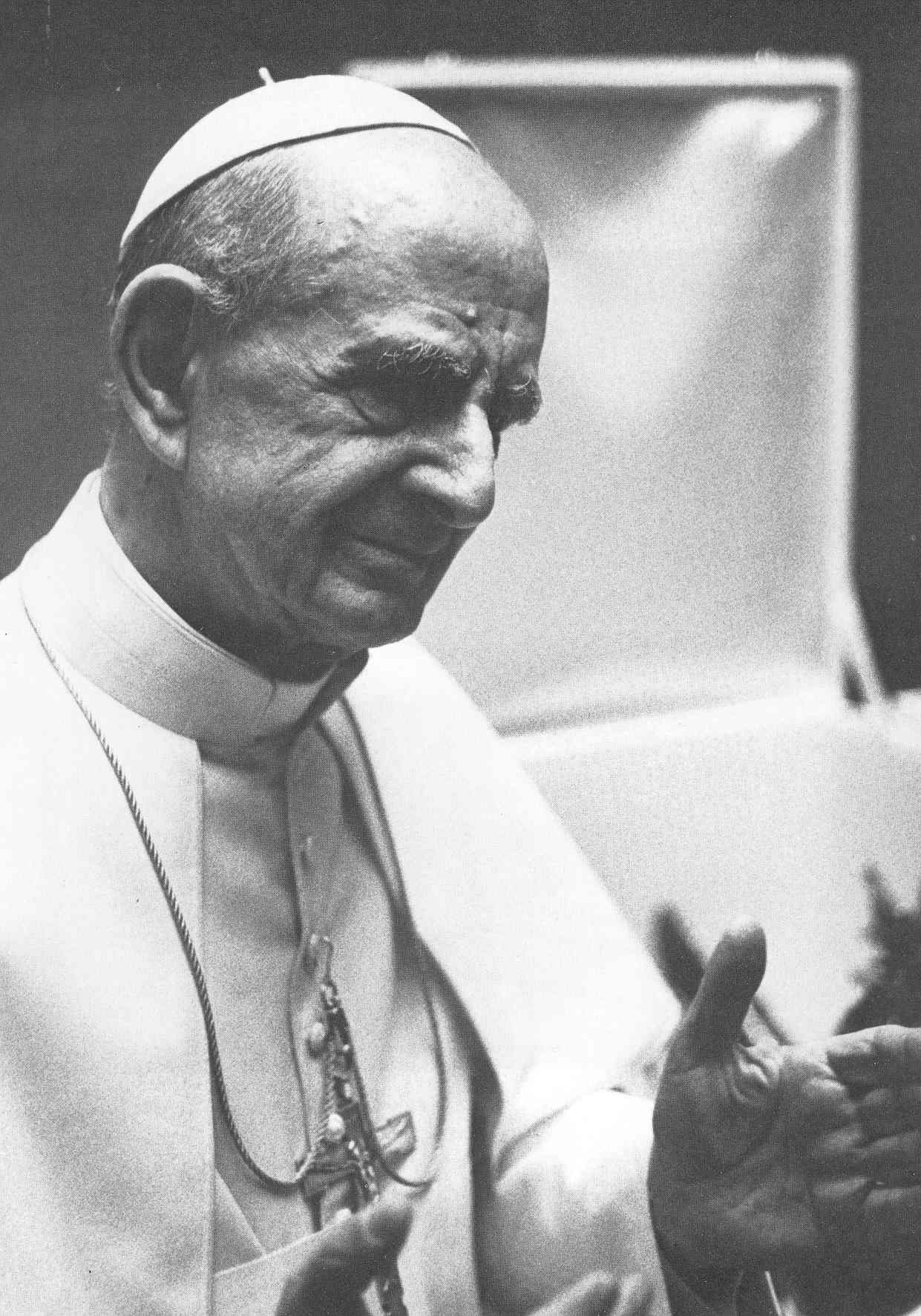
Le pape Paul VI en 1977.

Selon les vues de Bokassa, son couronnement doit obligatoirement avoir lieu en présence du pape Paul VI. En effet, il aurait eu l'intention, comme Napoléon Ier l'aurait fait avec le pape Pie VII lors de son sacre, de prendre la couronne des mains du pape et de la placer lui-même sur sa tête. Pour inviter le chef de l'Église catholique à son couronnement, Bokassa Ier se tourne vers l'archevêque de Bangui, Joachim N'Dayen (en), et le pro-nonce apostolique auprès de l'Empire centrafricain, Oriano Quilici. Résistant à cette idée, Oriano Quilici explique à Bokassa en juin 1977 que le pape est trop âgé pour un si long voyage et qu'il ne pourra donc pas assister à la cérémonie. Après avoir reçu l'accord de Bokassa, Quilici prend néanmoins contact avec le Vatican et obtient un accord pour que le pape soit représenté par l'archevêque Domenico Enrici, qui avait déjà représenté le pape lors de l'intronisation du roi Juan Carlos Ier d'Espagne, en 1975.

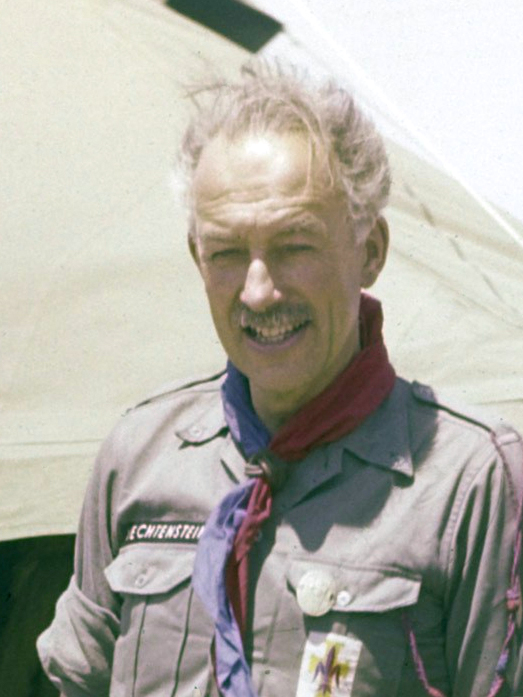
Le prince Emmanuel de Liechtenstein en 1963.

La plus grande inquiétude de Bokassa est causée par le refus des chefs d'État, y compris les monarques, de se rendre à Bangui. L'empereur Hirohito du Japon et le chah d'Iran Mohammad Reza Pahlavi — le premier sur la liste des invités établie par Bokassa — rejettent tous deux l'invitation. Les autres monarques régnants n'expriment pas non plus le désir d'assister à la cérémonie. Le Premier ministre de Maurice, Sir Seewoosagur Ramgoolam, et le président de la Mauritanie, Moktar Ould Daddah, envoient quant à eux leurs épouses pour les représenter. Le prince Emmanuel de Liechtenstein (en) est le seul membre d'une famille royale à faire le déplacement jusqu'à Bangui.
La plupart des États sont représentés à la cérémonie de couronnement par leurs ambassadeurs, tandis qu'un certain nombre de pays font le choix de boycotter la cérémonie. Les dirigeants africains autoritaires tels que le Gabonais Omar Bongo, le Zaïrois Mobutu Sese Seko et l'Ougandais Idi Amin Dada refusent effectivement de visiter l'Empire centrafricain. Plus tard, dans une de ses entrevues, Bokassa explique leur refus en déclarant : « Ils étaient jaloux de moi parce que j'avais un empire et pas eux ».
La décision la plus inattendue est celle du président français Valéry Giscard d'Estaing de ne pas être présent. Le chef de l'État français est néanmoins représenté au couronnement par le ministre de la Coopération, Robert Galley, et le conseiller présidentiel pour les affaires africaines, René Journiac. Soutenant Bokassa, Robert Galley condamne les hauts fonctionnaires qui refusent d'accepter une invitation à Bangui, mais qui sont prêts à participer au jubilé d'argent d'Élisabeth II, en les accusant de racisme. Valéry Giscard d'Estaing envoie à Bokassa un sabre du Second Empire comme cadeau au nom du gouvernement français. Finalement, sur les 2 500 invités, seuls 600 acceptent de venir, dont 100 journalistes. L'absence totale de chefs d'État est toutefois en partie compensée par la présence en nombre de diplomates et d'hommes d'affaires, y compris européens.

## Déroulement

### Arrivée des invités
Le 4 décembre 1977, à 7 heures, heure d'Afrique occidentale, les premières limousines Mercedes-Benz transportant les invités arrivent au nouveau stade de basket-ball de Bangui, rebaptisé « palais du couronnement » pour l'occasion, où doit avoir lieu la cérémonie. Sur le chemin du stade de basket-ball, construit par des Yougoslaves, les voitures traversent les rues nouvellement restaurées de Bangui, et passent devant le palais des sports Jean-Bedel-Bokassa, le long de l'avenue Bokassa, non loin de l'université Jean-Bedel-Bokassa. À 8 h 30, tous les invités et participants à la cérémonie — environ 4 000 personnes — ont pris place, alors que l'arrivée de l'empereur lui-même est attendue à 9 heures. Aux premiers rangs figurent le Premier ministre mauricien, le prince Emmanuel de Liechtenstein, l'épouse du président mauritanien, le légat pontifical et le représentant de la France, Robert Galley, ministre de la Coopération. Celui-ci est en habit queue-de-pie et gants blancs, contrairement à une fausse information selon laquelle il aurait porté un costume similaire à celui du maréchal Ney. Afin de maintenir une atmosphère appropriée, des haut-parleurs situés dans le stade diffusent une musique solennelle. Plus de cinq cents journalistes sont venus du monde entier pour couvrir l'événement.
La partie du stade où doit avoir lieu le couronnement est, selon les plans d'Olivier Brice, décorée de bannières et de tapisseries aux couleurs nationales, ainsi que de rideaux et de tapis rouges. Les plates-formes sur lesquelles reposent les trônes de l'empereur et de l'impératrice sont entièrement rouges. Le trône de l'impératrice est beaucoup plus modeste que celui de l'empereur : il s'agit d'une chaise haute en velours rouge avec un baldaquin de velours à franges dorées. À sa gauche se trouve un petit siège pour le prince héritier. Le stade est gardé par les troupes françaises, envoyées « pour sécuriser la cérémonie ».
À 9 heures, alors que le cortège de Bokassa est toujours en route, l'orchestre de la Marine française, composé de 120 personnes, commence à jouer une vieille chanson à boire, Chevaliers de la table ronde, pour distraire les invités. L'air conditionné du stade ne fonctionnant pas, la température extrêmement élevée — plus de 35 °C — se fait peu à peu sentir, ce qui crée une gêne pour les personnalités présentes, qui sont en costume et en robe de soirée. Certains, pour ne pas transpirer, s'éventent avec le programme de la cérémonie, distribué à chaque invité. Ce n'est que vers 10 h 10 que le cortège impérial, qui a parcouru plusieurs kilomètres depuis le palais de la Renaissance, arrive au stade. Un changement s'est produit le long du parcours du cortège : ne supportant pas la chaleur de leur voiture fermée, Bokassa et l'impératrice Catherine sont montés dans l'une des Mercedes équipées de l'air conditionné, avant de remonter dans leur voiture quelques centaines de mètres avant la fin du parcours.

### Cérémonie de couronnement

Étendard impérial de Bokassa Ier.

La cérémonie de couronnement commence à 10 h 15. Les premiers à entrer dans la salle sont deux gardes en uniformes militaires de l'époque napoléonienne portant le drapeau national et l'étendard impérial. Ils se placent avec les drapeaux de chaque côté de l'estrade où se trouvent les trônes. Après les gardes, suit le prince héritier. Celui-ci est vêtu d'un uniforme blanc de parade militaire, avec un galon doré et un ruban sur l'épaule, et une casquette blanche. Ensuite, l'impératrice Catherine apparaît, un manteau fixé sur le haut de sa robe, et une couronne de laurier en or sur la tête. L'impératrice est accompagnée de dames d'honneur vêtues de robes de soirée roses et blanches et de chapeaux à larges bords, qui soutiennent la longue traîne de sa robe jusqu'à ce qu'elle atteigne son trône.
Avant que Bokassa lui-même n'entre dans la salle, l'orchestre de la Marine française cesse de jouer. Une voix provenant du haut-parleur annonce au son du tambour : « Sa Majesté, Bokassa Ier, l'empereur de Centrafrique ». Sur l'air de la Marche impériale, l'empereur s'avance sur le tapis, vêtu d'une toge blanche avec une ceinture à cinq bandes aux couleurs du drapeau national. Un large ruban est drapé sur l'épaule de Bokassa, il porte des gants blancs en peau d'antilope, et sa tête est ceinte d'une couronne de feuilles de laurier d'or. Accompagné de son escorte, de cadreurs et de photographes, il monte sur la plate-forme et s'assied sur son trône. On lui apporte successivement les attributs du pouvoir impérial. Un garde lui remet une épée de jaspe dont la poignée et la garde sont serties de diamants. Puis un manteau de velours rouge de treize mètres, brodé d'aigles et d'étoiles d'or, et bordé d'hermine, est amené par neuf gardes, que l'un d'eux attache sur les épaules de l'empereur. Après cela, Bokassa ôte sa couronne de lauriers et pose sur sa tête la couronne impériale. L'assistance répond par des applaudissements. On apporte encore à l'empereur le sceptre de deux mètres de haut, rappelant la canne du chef africain ; Bokassa le prend dans sa main droite. Pour finir, l'empereur prête serment au peuple centrafricain : 

« Nous, Bokassa Ier, empereur de Centrafrique, par la volonté du peuple centrafricain, uni au sein du parti politique national, le Mouvement pour l'évolution sociale de l'Afrique noire, jurons et promettons solennellement, devant le peuple, devant l'Humanité tout entière, et devant l'histoire, de tout mettre en œuvre pour veiller scrupuleusement à la saine application de la Constitution de l'Empire centrafricain, pour garantir l'indépendance nationale, l'intégrité du territoire centrafricain, ainsi que le respect des accords, des traités, et pour servir la nation centrafricaine conformément aux idéaux sacrés du parti politique national. »

Lorsque Bokassa finit de prêter serment, le public applaudit à nouveau, et les haut-parleurs font retentir l'hymne national centrafricain, La Renaissance, en sango. Le couronnement de l'impératrice Catherine commence ensuite. Celle-ci s'agenouille devant son mari. Les dames d'honneur lui apportent son long manteau de velours rouge bordé d'hermine et l'attachent à ses épaules. Bokassa ôte la couronne de laurier de la tête de l'impératrice pour y placer le diadème impérial. Cette scène, comme le remarquent les témoins du couronnement, ressemble fortement à celle représentée sur le tableau Le Sacre de Napoléon de Jacques-Louis David. La cérémonie du couronnement s'achève par la représentation d'une chorale à l'intérieur du stade de basket-ball.

### Messe à la cathédrale Notre-Dame de Bangui

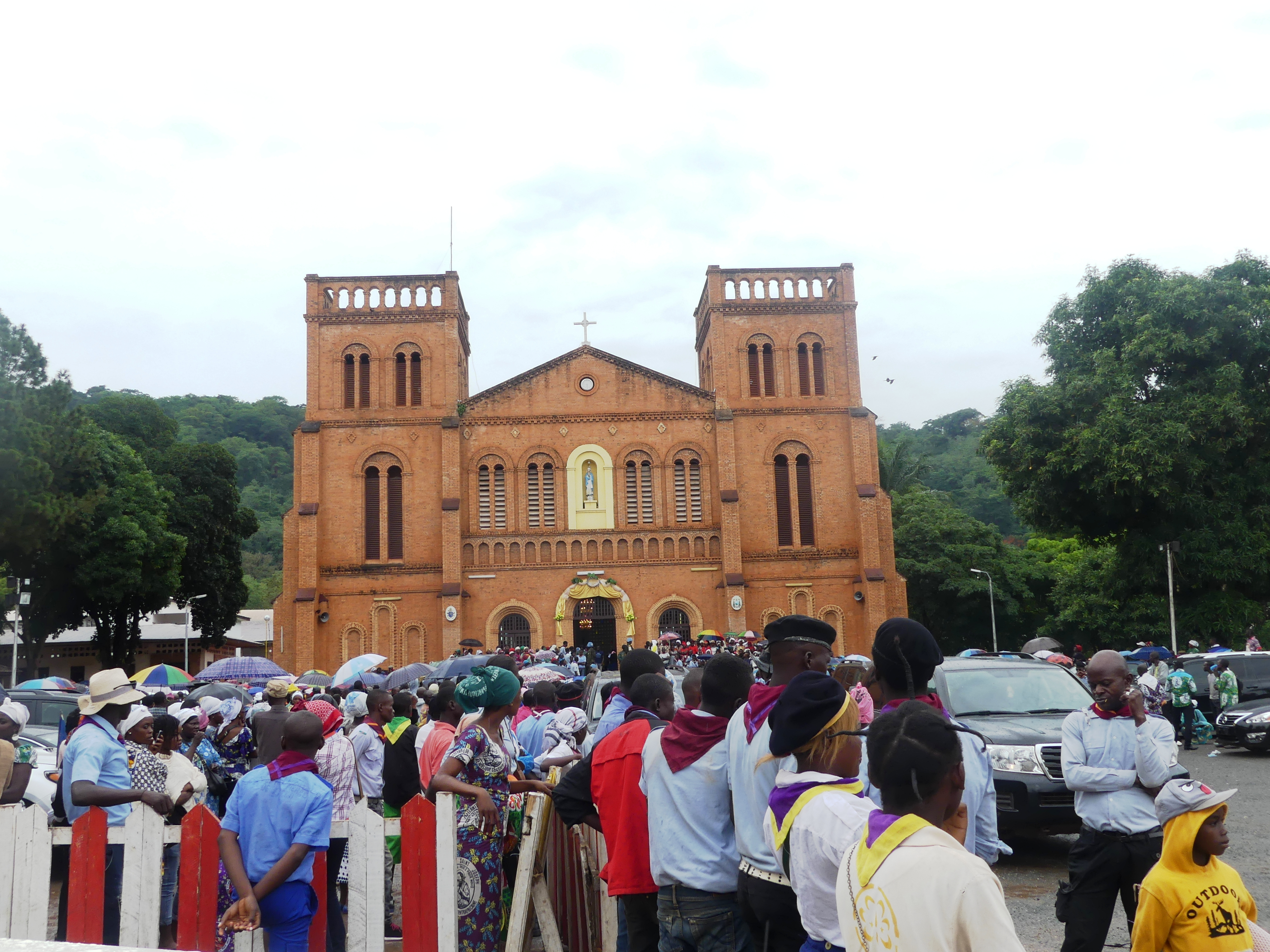
La cathédrale de Bangui en 2018.

Après le couronnement, l'empereur, l'impératrice et ses dames d'honneur, le prince héritier et le reste des enfants de Bokassa se rendent à la messe à la cathédrale Notre-Dame de Bangui, à deux kilomètres du stade. En chemin, ils sont accompagnés par une unité équestre de hussards. Alors que l'empereur et l'impératrice repartent dans une voiture fermée, le prince héritier voyage séparément dans une voiture hippomobile ouverte. Sur le chemin de la cathédrale, le cortège impérial passe sous les arcs de triomphe et des bannières portant la lettre B. Selon Brian Titley, la foule présente le long de la route ne montre pas un « enthousiasme évident ».
Dans la cathédrale, deux trônes ont été préparés pour l'empereur et l'impératrice, ainsi qu'un petit siège pour le prince héritier. Quelques sièges supplémentaires sont prévus pour les invités de haut rang, mais pas assez pour accueillir tous les invités de la cérémonie. La messe est célébrée en trois langues — français, latin et sango — par l'archevêque Joachim N'Dayen (en). Dans son homélie, il souhaite le succès de l'empereur, mais évite les louanges et adulations excessives attendues.

### Banquet au palais de la Renaissance
Le dernier événement du 4 décembre est un banquet nocturne au palais de la Renaissance organisé par Bokassa pour les invités les plus prestigieux. Ceux qui n'ont pas été invités à la réception se rendent au bar de l'hôtel Rock, équipé d'une climatisation.
Au total, environ 400 personnes sont conviées au banquet. Comme, le soir venu, la chaleur de la capitale s'est progressivement atténuée, l'événement se déroule en plein air : les tables où sont assis les invités se trouvent dans un vaste jardin pittoresque, décoré de fontaines et de sculptures en os, adjacent au palais. Pour des raisons de sécurité, le jardin est protégé par des écrans de verre pare-balles. À 21 heures, lorsque tous les invités sont rassemblés, les serveurs commencent à servir les plats, mais Bokassa est de nouveau en retard et n'apparaît qu'après un certain temps. L'empereur a troqué son costume de couronnement et ses attributs pour un uniforme de maréchal brodé d'or ; il a ceint sa couronne de feuilles de laurier d'or et porte la bague en diamant noir à son doigt. L'impératrice porte une longue robe de soirée française haute couture.
Lors du banquet, on sert du caviar d'Iran, des chaussons aux écrevisses, du suprême de capitaine à l'oseille, de l'antilope sauce grand veneur, du foie gras. Au dessert est apporté un gâteau impérial à sept couches, décoré d'un glaçage vert. Lorsque le gâteau est hissé sur la table, la base est ouverte, libérant une demi-douzaine de tourterelles. Les plats sont servis dans des assiettes en porcelaine blanche à décor bleu et or, commandées chez le fabricant de porcelaine de Limoges Bernardaud. Lorsque les invités finissent de manger, Bokassa se serait penché vers Robert Galley et lui aurait chuchoté : « Vous ne l'avez peut-être pas remarqué, mais vous avez mangé de la chair humaine ». Ces paroles ne sont cependant pas rapportées par Géraldine Faes et Stephen Smith, qui ont écrit une biographie de Bokassa en interrogeant 93 témoins de sa vie. Selon la traduction en anglais d'un passage en russe d'un ouvrage de I. A. Musky, la viande servie au dîner proviendrait de prisonniers détenus dans une prison de Bangui,.
Une pause de 35 minutes a lieu après le dîner, au cours de laquelle un feu d'artifice est donné au palais. Les explosifs avaient été amenés de Paris. Le feu d'artifice est suivi d'un spectacle de musique pop au cours duquel plusieurs chansons sont interprétées par un groupe de chansonniers composé d'anciennes filles de bar de Saïgon, dans le sud du Viêt Nam. L'orchestre de la Marine française, qui s'était produit au stade, participe également au spectacle. Lorsqu'il interprète la Valse impériale, écrite en France spécialement pour le couronnement de Bokassa, l'empereur et l'impératrice invitent les convives sur la piste de danse. La fête se termine vers 2 h 30.

### Parade solennelle à Bangui
Le matin du 5 décembre 1977, une parade solennelle est organisée à Bangui pour marquer le couronnement de Bokassa. Le défilé se déroule sur l'une des principales avenues de la capitale centrafricaine, où une tribune spéciale a été installée pour l'empereur et ses invités. Bokassa arrive à 10 heures, avec une heure de retard. L'empereur est à nouveau vêtu d'un uniforme de maréchal, et l'impératrice Catherine est vêtue d'une robe de garden-party et d'un chapeau à larges bords de couleur violette.
La parade solennelle est la dernière grande célébration accompagnant le couronnement de Bokassa. Dans l'après-midi, un certain nombre d'événements sportifs sont organisés, le plus important étant le tournoi de basket-ball de la Coupe du Couronnement, auquel l'empereur lui-même participe. Plusieurs fêtes et réceptions ont encore lieu dans la soirée.

## Réactions internationales

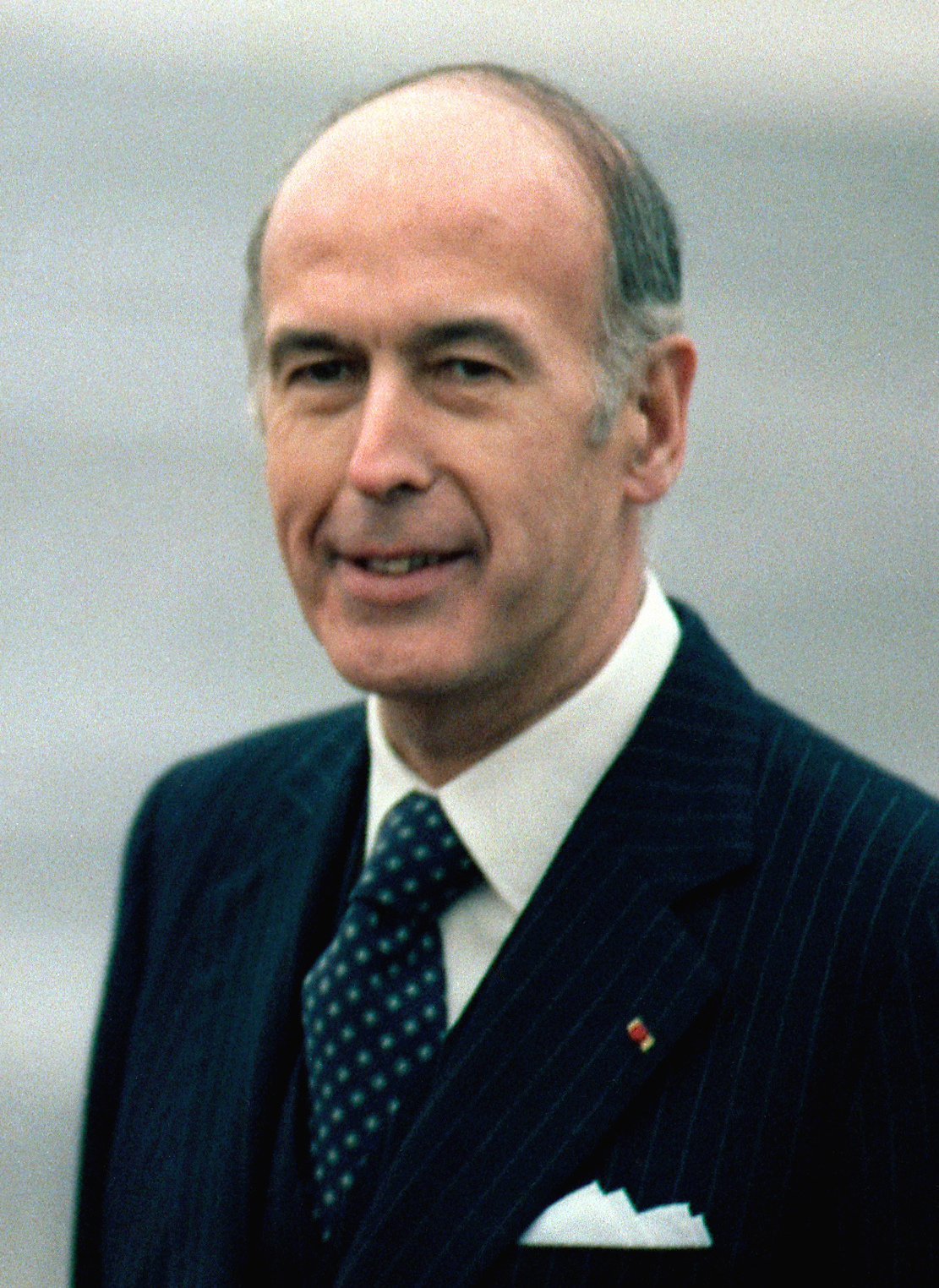
Valéry Giscard d'Estaing en 1978.

Le couronnement de Bokassa Ier suscite des réactions mitigées dans le monde, et donne lieu à des commentaires essentiellement négatifs en Afrique. Le Daily Nation au Kenya parle de la « gloire clownesque » de Bokassa, tandis que le Zambia Daily Mail (en) en Zambie déplore ses « excès odieux ». Les journalistes français associent quant à eux le couronnement à une mascarade, ridiculisant le gaspillage et la vanité de Bokassa. À l'inverse, le président Valéry Giscard d'Estaing accueille le couronnement positivement. Ayant regardé la cérémonie à la télévision, il qualifie le couronnement de « beau » et souligne la « dignité » de l'événement. Giscard compare l'impératrice Catherine à l'épouse de Napoléon, l'impératrice Joséphine, les qualifiant toutes deux « d'incarnations de la modestie et du charme ».
Bien que le couronnement et les célébrations qui l'ont accompagné aient causé de sérieux dommages au budget de l'État, Bokassa n'est pas le seul monarque contemporain à avoir organisé un événement aussi somptueux : en 1971, à l'occasion de la célébration des 2 500 ans de l'Empire perse, le chah Mohammad Reza Pahlavi se déclare successeur de Cyrus le Grand et dépense environ 100 millions de dollars américains pour célébrer cet anniversaire. Ce montant dépasse de loin celui dépensé par Bokassa en 1977.

## Sort des objets du couronnement
À la chute de Bokassa, le 21 septembre 1979, « après avoir forcé les portes de la salle omnisports, où étaient entreposés les costumes et décors du sacre, une bande d'adolescents affublés des parures impériales défile dans les rues en poussant le carrosse du couronnement ». Les agents du Service français de documentation extérieure et de contre-espionnage (SDECE) qui, le 21 septembre 1979, entrent au palais impérial de Berengo pour y rechercher des archives de Bokassa, y prennent notamment comme souvenir « le gant du sacre » et le ramènent à Paris. Le manteau de couronnement de l'impératrice Catherine est remis au nouveau pouvoir centrafricain. L'impératrice, qui avait quitté l'Empire centrafricain pour la France quelque semaines avant la chute de Bokassa, avait emmené « les deux couronnes et le sceptre impérial ». Bokassa indique plus tard que ces bijoux ont été démontés en novembre 1979 par des employés de la maison Arthus-Bertrand : les pierres précieuses ont été descellées et l'armature en or a été fondue. L'armature du trône a été reléguée sur un terrain vague proche de ce qui avait été le « palais du couronnement ».